# Маягуэс

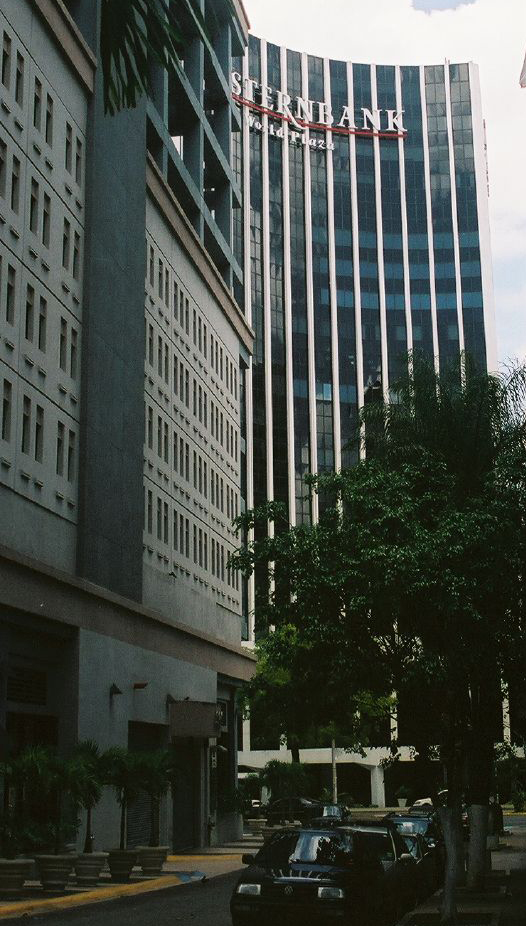
В деловом центре Маягуэса

Маягуэс (исп. Mayagüez) — город и порт в Пуэрто-Рико.

## География
Маягуэс расположен в средней части западного побережья острова Пуэрто-Рико, принадлежащего США. Через город протекают две реки — золотоносная Рио-Ягуэс, текущая с пуэрто-риканских Кордильер, и Рио-Гуанахибо. Местному муниципалитету административно подчинены также острова Мона и Монито. Площадь города составляет 201 км². Численность его населения равна 104 557 человекам (на 2000 год); таком образом Маягуэс является пятым по числу жителей городом Пуэрто-Рико.
В 6 километрах севернее города расположен его аэропорт Эугенио Мария де Хостос (Eugenio María de Hostos Airport), образованный более 30 лет назад на месте бывшей здесь в 1950-е годы военно-воздушной базы. Морской порт Маягуэса является третьим по величине на Пуэрто-Рико.

## История
Маягуэс был основан 18 ноября 1760 года испанской колониальной администрацией под названием Нуэстра-Синьора-де-ла-Канделария («Nuestra Señora de la Candelaria»). Имя Пресвятой Девы в названии поселения связано с её чудотворным образом, известным на острове Тенерифе (Канарские острова). Это же имя носила первая католическая церковь Маягуэса, построенная в 1780 году; её нынешнее здание было перестроено в 1836. В 1836 же году городок получил права муниципии и стал избирать мэра (алькальда). Нынешнее название («Excelente ciudad de Mayagüez») город получил 6 апреля 1894 года. В 1911 году в Маягуэсе был открыт университет — с сельскохозяйственным и механическим факультетами. Во второй половине XX столетия в городе активно развивается промышленность, в первую очередь текстильная, выполняющая крупные заказы по поставке обмундирования для армии США.
В 1839 году в Маягуэсе родился известный просветитель, философ и писатель Эугенио Мария де Хостос.

## Население
Из приблизительно 105 тысяч жителей города Маягуэс по расовому происхождению 39,2 % являются белыми, 44,4 % — негры, 1,5 % — выходцы из стран Азии, 0,4 % — индейцы, 4,2 % — смешанного происхождения. На 100 проживающих здесь женщин приходится 88,4 мужчин. Медианный возраст горожан — 33 года.

## Города-партнёры
- Кирога (Мексика)
- Картахена (Колумбия)